# Октябрьский мост (Чебоксары)
Октя́брьский мо́ст (чув. Октябрь кӗперӗ) — автодорожный мост через реку Чебоксарку в городе Чебоксарах, соединяющий улицу Зои Космодемьянской и проспект Николая Никольского. 

## История
Строительство моста начато в 1979 году. Построен Мостоотрядом-41 в 1981 году, открыт — 5 ноября 1987 года.
В 2013 году проводился ремонт моста. В 2021 году по мосту запрещено движение для большегрузов. В 2022 году запланирована разработка проектной документации для капитального ремонта моста.